# Крімла
Крімла (нім. Crimla) — громада в Німеччині, розташована в землі Тюрингія. Входить до складу району Грайц.
Площа — 1,44 км2. Населення становить 267 ос. (станом на 31 грудня 2021).